# Klassensprecher
Ein Klassensprecher ist der Vertreter einer Schulklasse und damit Teil der Schülervertretung. Er wird – meist zusammen mit einem oder zwei Stellvertretern – zu Beginn des Schuljahres für ein halbes, ein ganzes, oder auch für zwei Jahre demokratisch von der gesamten Klasse aus deren Mitte gewählt. Der Wahlmodus variiert in Deutschland je nach Bundesland; so kann es sein, dass der Klassensprecher in einer offenen oder geheimen Wahl bestimmt wird. In Österreich muss die Wahl geheim und direkt stattfinden. In Ausnahmefällen ist es auch möglich, dass der Klassensprecher durch den Klassenlehrer festgelegt wird. Teilzeitschüler im beruflichen Schulwesen wählen hingegen einen Tagessprecher, da sie oftmals nur an einem oder zwei Tagen der Woche in der Schule sind.

## Kompetenzen
Zu den Aufgaben des Klassensprechers gehört die Vertretung der Interessen und Anliegen der Klasse gegenüber dem Klassenlehrer und anderen Lehrkräften sowie die Mithilfe bei der Organisation von Exkursionen und (außerunterrichtlichen) Aktionen der Klasse. Außerdem dient er als Ansprechpartner der Schüler bei klasseninternen Problemen und bei Konflikten mit Lehrern. Weiterhin ist er Mitglied der Schülervertretung und vertritt somit die Belange der Schüler, auch gegenüber der gesamten Schule und der Schulleitung. Klassensprecher gehören in manchen Bundesländern auch der Klassenkonferenz an. In manchen  deutschen Bundesländern steht dem Klassensprecher pro Monat eine Schulstunde für Klasseninternes, wichtige Ankündigungen und Abstimmungen zu.  
In vielen Schulen können sich nur die Klassensprecher auf das Amt des Schülersprechers bewerben und auch für diesen abstimmen (d. h., dass nur der Schülerrat über einen Schülersprecher abstimmt), in Österreich haben jedoch alle Schüler ab der 9. Jahrgangsstufe ein im Gesetz verankertes aktives sowie passives Wahlrecht.

## Regularien in den deutschen Bundesländern

### Brandenburg
In Brandenburg werden pro Klasse zwei Klassensprecher sowie zwei Stellvertreter gewählt. Die Wahlleitung obliegt einem in offener Abstimmung zu wählendem Wahlleiter, der ein Wahlprotokoll zu führen hat.
Weil der Wahlleiter nicht auf die Position wählbar ist, empfiehlt sich besonders der Klassenlehrer. Die Wahl findet geheim statt, wenn nicht alle Stimmberechtigten mit dem Gegenteil einverstanden sind.
Die Klassensprecher sind Mitglied der Schülerkonferenz, nehmen daher die Aufgaben dieser wahr und vertreten ihre Klasse in derselben. Ihre Amtszeit beträgt zwei Jahre.

### Nordrhein-Westfalen
Der Klassensprecher ist ein Organ der Schülervertretung (SV) und bereitet ab Klasse 5 die monatliche SV-Stunde vor. An die Stelle des Klassensprechers tritt in Kursen der Kurssprecher und in Stufen der Jahrgangsstufensprecher.

### Rheinland-Pfalz
In Rheinland-Pfalz findet die Wahl zum Klassensprecher bzw. zur Klassensprecherin grundsätzlich geheim statt. Falls alle Wahlberechtigten zustimmen, kann auch eine offene Wahl stattfinden.